# Tagul
Il Tagul (in russo Тагул?; nel corso superiore Malyj Tagul) è un fiume della Siberia Orientale, affluente di sinistra della Birjusa. Scorre nei rajon  Nižneudinskij e Tajšetskij dell'Oblast' di Irkutsk, in Russia.
Il fiume ha origine sul versante settentrionale dei monti Saiani Orientali e scorre in una stretta valle in direzione settentrionale. Nel corso superiore il fiume forma una cascata, nel corso inferiore ci sono delle rapide. Il fiume ha una lunghezza di 300 km, l'area del suo bacino è di 7 990 km². Sfocia nella Birjusa a 657 dalla foce. Il suo maggior affluente (da destra) è il Gutara (lungo 169 km).